# بن کیموندیو
بندیکت مول کیموندیو (متولد ۳۰ نوامبر ۱۹۷۷) دونده سابق ماراتن کنیا است. آخرین ماراتن کیموندیو در ماراتن هنگ کنگ ۲۰۱۲ بود، جایی که او در مکان پانزدهم قرار گرفت.

## زندگی اولیه
کیموندیو در ۳۰ نوامبر ۱۹۷۷ به دنیا آمد و دوران کودکی خود را در شهر Kilungu کشور کنیا گذراند و در حالی که تحصیلات ابتدایی خود را می‌گذراند، یک ورزشکار شد.